# Маний Ацилий Фаустин (консул 179 г.)
Вижте пояснителната страница за други личности с името Маний Ацилий Фаустин.
Маний Ацилий Фаустин (на латински: Manius Acilius Faustinus) е политик и сенатор на Римската империя през 2 век.
През 179 г. Фаустин e суфектконсул заедно с Луций Юлий Прокулиан.